# Autoritat Territorial de la Mobilitat de les Comarques Centrals
Autoritat Territorial de la Mobilitat de les Comarques Centrals of ATM Comarques Centrals is een openbaar vervoersbedrijf in Spanje.
Het bedrijf is een van de vijf transportautoriteiten in Catalonië en is verantwoordelijk voor de coördinatie van het openbaarvervoerssysteem in de Comarques Centrals. Het bedrijf gaat in 2009 ook starten met de coördinatie van het openbaar vervoer in de comarca Bages en het ligt in de planning om daarna ook andere delen van de Comarques Centrals te gaan verzorgen.